# مارتین کنوتسن
مارتین کنوتسن (۱۴ دسامبر ۱۷۱۳–۲۹ ژانویه ۱۷۵۱) فیلسوف آلمانی، شاگرد کریستین ولف و استاد ایمانوئل کانت بود که فیزیک نیوتن  را به وی معرفی کرد.
کنوتسن در دانشگاه کونیگسبرگ، فلسفه، ریاضیات، و فیزیک را آموخت، و در ۱۷۳۳ کارشناسی ارشد علوم انسانی اخذ کرد و در ۱۷۳۴ استاد فوق‌العاده منطق و مابعدالطبیعه در آنجا شد.